# Challenger de Córdoba (Argentina)
El torneo Copa Agco Córdoba es un torneo profesional de tenis de Argentina. Pertenece al ATP Challenger Series. Se juega desde el año 2012 sobre superficie de tierra batida, año que  Villa Allende fue su sede. A partir del año 2014 se juega en la ciudad de Córdoba

## Palmarés

### Individuales
| Año  | Campeón            | Finalista       | Resultado     |
| ---- | ------------------ | --------------- | ------------- |
| 2014 | Alejandro González | Máximo González | 7-5, 1-6, 6-3 |
| 2013 | No se disputó      | No se disputó   | No se disputó |
| 2012 | Guillaume Rufin    | Javier Martí    | 6–2, 6–3      |

### Dobles
| Año  | Campeones                         | Finalistas                      | Resultado     |
| ---- | --------------------------------- | ------------------------------- | ------------- |
| 2014 | Juan Ignacio Londero Hugo Dellien | Marcelo Demoliner Nicolas Jarry | 6-3, 7-5      |
| 2013 | No se disputó                     | No se disputó                   | No se disputó |
| 2012 | Facundo Bagnis Diego Junqueira    | Ariel Behar Guillermo Durán     | 6–1, 6–2      |